# Arlington Hall

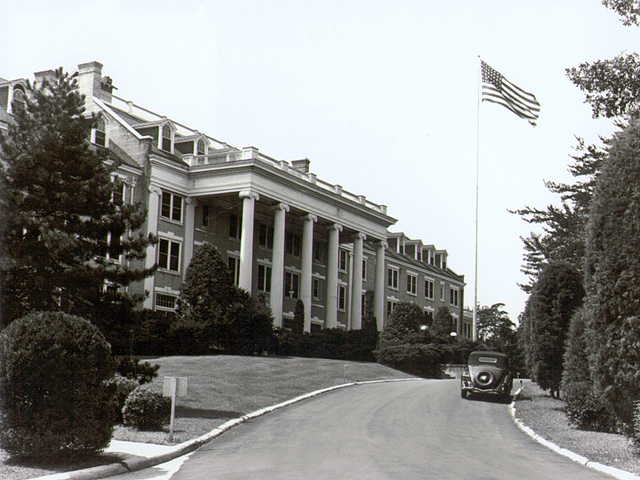
Das Hauptgebäude von Arlington Hall (ca. 1943)

Arlington Hall ist ein Gebäudekomplex im Arlington County im amerikanischen Bundesstaat Virginia und war im Zweiten Weltkrieg eine zentrale militärische Dienststelle, die sich erfolgreich mit der Entzifferung des gegnerischen Nachrichtenverkehrs befasste.

## Geschichte

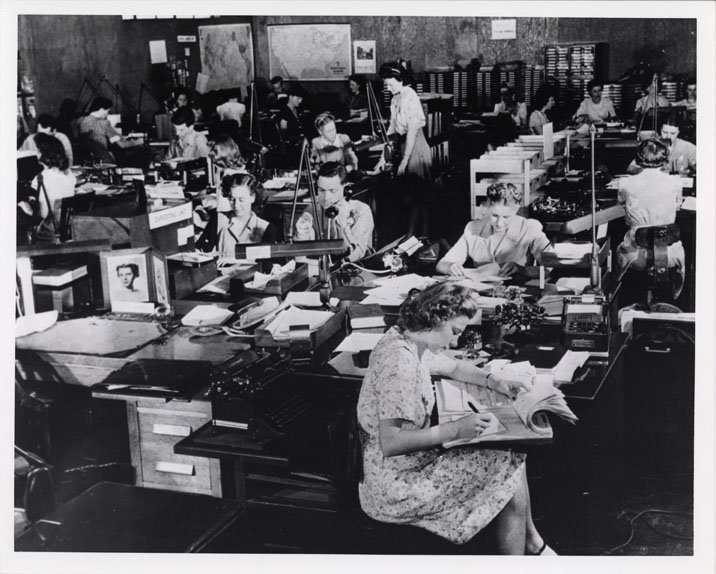
Mitarbeiter des SIS in Arlington Hall (ca. 1943)

Ab 1927 war es unter der Bezeichnung Arlington Hall Junior College for Women eine Bildungsstätte für junge Frauen. Wenige Monate nach Eintritt der Vereinigten Staaten in den Zweiten Weltkrieg wurde Arlington Hall am 10. Juni 1942 von der US-Armee für den Signal Intelligence Service (SIS) und die Signal Security Agency (SSA) requiriert und nun als Arlington Hall Station militärisch genutzt. Dabei handelte es sich um geheime US-Militäreinheiten, die im Zweiten Weltkrieg mit der Kryptanalyse gegnerischer, hauptsächlich deutscher, italienischer und japanischer Nachrichten betraut waren. 
Auch nach dem Krieg und der Integration von SIS und SSA in die am 15. September 1945 gegründete Army Security Agency (ASA) blieb der Sitz bis 1989 in Arlington Hall, bevor das Hauptquartier nach Fort Belvoir ins benachbarte Fairfax County verlagert wurde.
Arlington Hall dient seitdem dem Außenministerium der Vereinigten Staaten als Ausbildungszentrum und ist Sitz des Army National Guard Readiness Center und somit Hauptquartier der Army National Guard (ARNG), also der Heeresabteilung der Nationalgarde der Vereinigten Staaten.